# AS 아데마 149-0 SOE 안타나나리보
AS 아데마 149-0 SOE 안타나나리보는 마다가스카르의 프로 축구 리그인 THB 챔피언스리그에서 발생한 사건으로, 2002년 시즌 결선 리그에 나온 기록이다. 이 기록은 축구 경기 최다 득점 및 최다 점수차 승리 기록으로 기네스 북에 올랐다.

## 개요
2002 시즌 THB 챔피언스리그 결선 라운드(당시 4팀이 참가했으며 더블 라운드 로빈 방식으로 진행됨)에서 AS 아데마(AS Adema)는 마지막 경기를 남겨두고 3승 1무 1패로 우승이 확정된 상황이었고 이 상황에서도 2001 시즌 우승 팀인 SOE 안타나나리보(SOE Antananarivo)는 원정에서 AS 아데마를 상대로 마지막 경기를 치르게 되었는데 경기 도중 SOE 안타나나리보 코치진이 심판 판정에 강력히 항의했으나 받아들여지지 않자 격분하였고 선수들도 이에 동조하여 갑자기 자책골을 쏟아부었다. 그리하여 결과는 AS 아데마의 149-0 승리로 끝났으며 관객들은 입장료 환불을 요구하기도 했다. 한편 이 사건을 주도한 SOE 안타나나리보 코치진과 선수들은 마다가스카르 축구 협회로부터 징계를 받았다.

## 경기 결과
| AS 아데마                     | 149 - 0 | SOE 안타나나리보 |
| ----------------------------- | ------- | ---------------- |
| SOE 안타나나리보 자책골 149골 |         |                  |

| 팀                  | 경기 | 승 | 무 | 패 | 득  | 실  | 차   | 승점 |
| ------------------- | ---- | -- | -- | -- | --- | --- | ---- | ---- |
| AS 아데마           | 6    | 4  | 1  | 1  | 153 | 2   | +151 | 13   |
| DSA 안타나나리보    | 5    | 1  | 3  | 1  | 3   | 3   | 0    | 6    |
| SOE 안타나나리보    | 6    | 1  | 3  | 2  | 5   | 154 | -149 | 6    |
| US 암보히드라트리모 | 5    | 0  | 3  | 2  | 3   | 5   | -2   | 3    |

## 같이 보기
- 1998년 동남아시아 축구 연맹 선수권 대회